# サシャ・ルキッチ
サシャ・ルキッチ（Saša Lukić  ,  1996年8月13日 - ）は、ユーゴスラビア（現：セルビア）・マチュヴァ郡シャバツ出身のプロサッカー選手。プレミアリーグのフラムFCに所属している。セルビア代表。ポジションはMF。

## 経歴

### クラブ
2009年にパルチザン・ベオグラードに入団。2013年夏にトップチームに昇格し、8月にパルチザンと3年契約を締結。即ローン移籍となり、FKテレオプティクで2シーズンプレー。
2015年5月にパルチザンに復帰。2015-16シーズンに正式にパルチザンデビューとなり、UEFAヨーロッパリーグにも出場した。
2016年7月29日、トリノFCと契約。
2017年8月15日、スペインのレバンテUDに、1年間のローン移籍で合意した。

### 代表
2012年から1年間は、U-17のセルビア代表としてプレー。2017年はU-21代表として、UEFA U-21欧州選手権2017に出場した。

## 代表歴

### 出場大会
- セルビア代表
  - 2022 FIFAワールドカップ

### 試合数
- 国際Aマッチ 42試合 2得点（2018年-）[4]

| セルビア代表 | 国際Aマッチ | 国際Aマッチ |
| 年           | 出場        | 得点        |
| ------------ | ----------- | ----------- |
| 2018         | 6           | 0           |
| 2019         | 6           | 0           |
| 2020         | 5           | 0           |
| 2021         | 7           | 1           |
| 2022         | 11          | 1           |
| 2023         | 7           | 0           |
| 2024         |             |             |
| 通算         | 42          | 2           |